# 托納拉 (恰帕斯州)
托納拉（西班牙語：Tonalá）是墨西哥的城市，由恰帕斯州負責管轄，位於該國東南部，始建於1524年，面積1,766.2平方公里，海拔高度60米，主要經濟活動有漁業、畜牧業和農業，2005年78,438。